# Muntiacus
Muntiacus o muntíacos es un género de mamíferos rumiantes de la familia Cervidae conocidos vulgarmente como muntíacos o muntjacs. Existen una decena de especies originarias todas del Sudeste asiático, si bien algunas han sido introducidas en Europa. Se han encontrado fósiles del género desde el período Mioceno superior (Turoliano).

## Especies
- Muntíaco amarillo de Borneo (Muntiacus atherodes)
- Muntíaco negro (Muntiacus crinifrons)
- Muntíaco de Fea (Muntiacus feae)
- Muntíaco de Gongshan (Muntiacus gongshanensis)
- Muntíaco de la India (Muntiacus muntjac)
- Muntíaco de Hukawng (Muntiacus putaoensis)
- Muntíaco de Reeves (Muntiacus reevesi)
- Muntiaco de Truong Son (Muntiacus truongsonensis)
- Muntiaco gigante (Muntiacus vuquangensis)
- Muntiaco de Sumatra  (Muntiacus montanus)
- Muntiaco Pu Hoat (Muntiacus puhoatensis)
- Muntiaco de Roosevelt (Muntiacus rooseveltorum)

Se han encontrado fósiles las siguientes especies (la lista puede estar incompleta):
- Muntiacus bohlini (Teilhard de Chardin, 1940) del Pleistoceno de Asia
- Muntiacus fenghoensis (Chow, 1956) del Pleistoceno de Asia
- Muntiacus gaoshanensis (Xu & Wei, 1980) del Pleistoceno de Asia
- Muntiacus gigas (Wei et al., -) del Holoceno de Asia
- Muntiacus lacustris (Teilhard de Chardin & Trassaert, 1937) del Mioceno - Plioceno de Asia
- Muntiacus leilaoensis (Dong, Pan & Liu, 2004) del Mioceno de Asia
- Muntiacus nanus (Teilhard de Chardin & Trassaert, 1937) del Pleistoceno de Asia
- Muntiacus noringenensis (Dong, 2007) del Mioceno de Asia
- Muntiacus pliocaenicus (Korotkevitsh, 1965) del Mioceno - Plioceno del este de Europa
- Muntiacus polonicus (Czyzewska, 1968) del Plioceno del este de Europa
- Muntiacus szechuanensis (Young & Liu, 1950) del Pleistoceno de Asia